# Принц Отто
«Принц Отто» (англ. Prince Otto) — приключенческий роман британского писателя Роберта Льюиса Стивенсона, впервые опубликованный в 1885 году. Литературоведы считают его творческой неудачей.

## Сюжет
Заглавный герой романа — правитель вымышленного германского княжества Грюневальд, который решает узнать, как живут его подданные. Он отправляется в путешествие инкогнито и делает ряд неприятных открытий.

## Создание и оценки
Стивенсон задумал «Принца Отто» ещё в юности. Сначала он написал на этот сюжет трагедию, а с 1879 года с перерывами работал над романом, причём название в процессе менялось три раза. Книга была полностью переработана в 1883 году в Йере в Южной Франции и дописана к 1885 году. Автор вложил в неё много труда, рассчитывая, что «Принц Отто» станет лучшим его произведением — лучше, чем опубликованные к тому моменту «Остров сокровищ» и «Чёрная стрела». Друг Стивенсона Джордж Мередит высоко оценил композицию и стиль романа ещё до его выхода в свет, тогда как Уильям Хенли был более пессимистичен.
«Принц Отто» был опубликован в 1885 году в журнале «Лонгманз мэгэзин», в том же году появилось книжное издание. Публика приняла его неплохо, и тираж был распродан, но критики отнеслись к роману неодобрительно: в некоторых рецензиях его называли «детской книгой» и «комедией». Стивенсон воспринял это крайне болезненно.
Биограф Стивенсона Ричард Олдингтон считает, что «Принц Отто» «не удался совершенно». По его мнению, роман встретил недоброжелательный приём и в конечном счёте был забыт из-за того, что автор, как и в «Чёрной стреле», не смог сделать выбор между «серьёзным историческим романом» и стопроцентным вымыслом.